# Rüdiger Knaack
Rüdiger Knaack (* 1955 in Hamburg) ist ein deutscher Tanzsporttrainer, Choreograph und Wertungsrichter.

## Leben
Knaack war ab mindestens den 1970er-Jahren Standard-Turniertänzer, bis Mitte der 1980er-Jahre bei den Amateuren und ab 1987 bei den Professionals. Seine erfolgreichste Zeit im Einzel war 1979 und in der ersten Hälfte der 1980er-Jahre. Hier erreichte er mit seiner Tanzpartnerin Rita Möller, mit der er für den Club Céronne Hamburg antrat (1984 für den Club TuS Alstertal), mehrfach Medaillenplätze bei Deutschen Meisterschaften Standard. Ab Anfang der 1980er-Jahre war er auch Trainer bei der Tanzsportabteilung des Niendorfer Turn- und Sportvereins.
Mitte der 1980er-Jahre wurde Knaack bei einem schweren Autounfall verletzt und musste seine Tanzsportkarriere unterbrechen. 1987 kehrte er als Aktiver in den Tanzsport zurück. Er tanzte nun mit Claudina Kespohl bei den Professionals und Anfang der 1990er-Jahre wieder mit Rita Möller, ebenfalls bei den Professionals.
Seit 1988 ist Knaack Cheftrainer der A-Standardformation des Braunschweiger TSC. Außerdem ist er Trainer beim TSC Rot-Gold-Casino Nürnberg. In den 2010er-Jahren war er zeitweise auch Trainer beim Rot-Weiss-Klub Kassel.
Ab 2000 war Knaack DTV-Verbandstrainer Standard. Ende Juni 2022 wurde er als Nachfolger der im Februar 2022 verstorbenen Martina Weßel-Therhorn zum Bundestrainer Standard ernannt.

## Erfolge (Auswahl)
Im Einzel belegte Rüdiger Knaack Ende der 1970er- und in den 1980er-Jahren mit seiner Tanzpartnerin Rita Möller mehrfach Medaillenplätze bei Meisterschaften der Amateure:
- 1979: 3. Platz Deutsche Meisterschaft Standard
- 1980: 2. Platz Deutsche Meisterschaft Standard
- 1981: 2. Platz Deutsche Meisterschaft Standard
- 1982: 2. Platz Deutsche Meisterschaft Standard, 3. Platz Weltmeisterschaft Standard
- 1983: 2. Platz Deutsche Meisterschaft Standard
- 1984: 1. Platz Deutsche Meisterschaft Standard

Darüber hinaus errang er mit seiner Tanzpartnerin wiederholt Platzierungen in den Finalrunden bei Europa- und Weltmeisterschaften Standard.
Nach seiner Rückkehr zum Tanzsport und dem Wechsel zu den Professionals errang er 1987 und 1988 mit Claudina Kespohl sowie 1990 und 1991 mit Rita Möller Platzierungen in den Finalrunden der Deutschen Meisterschaft Standard.
Mit der A-Formation des Braunschweiger TSC errang Knaack seit 1989 zahlreiche nationale und internationale Meister- und Vizemeistertitel.

## Ehrungen
- 2001 wurde Knaack vom Niedersächsischen Tanzsportverband mit der Ehrennadel als Trainer der Standardformation des Braunschweiger TSC für besondere Verdienste im Amateurtanzsport ausgezeichnet.[10]
- 2014 wurde Knaack Ehrenmitglied des Niedersächsischen Tanzsportverbandes.[11][12] Im selben Jahr erhielt er die Goldene Ehrennadel des Stadtsportbundes Braunschweig.[13]
- Im Februar 2015 wurde Knaack für sein 200. Formationsturnier mit der Trainer-Ehrennadel in Gold des Deutschen Tanzsportverbandes ausgezeichnet.[14][15] Ebenfalls 2015 wurde er mit dem DTV-Award für seine jahrzehntelange erfolgreiche Arbeit als Trainer im Einzel- und Formationstanzen ausgezeichnet.[16][17]
- 2017 wurde Knaack Ehrenmitglied des Braunschweiger TSC.[18]
- 2019 wurde Knaack mit der Sportmedaille der Stadt Braunschweig als höchste Sportauszeichnung der Stadt für zahlreiche Titelgewinne mit der Standardformation des Braunschweiger TSC geehrt.[19]